# تجربه دوست‌دختر
تجربه دوست‌دختر (انگلیسی: Girlfriend experience) شکلی از خدمات جنسی تجاری است. این نوع سرویس اشکالی مثل رابطه شامل آمیزش جنسی معامله‌ای تا مشتری‌ای که به کارگر جنسی پول می‌دهد تا در طول دوره مد نظر تظاهر کند که دوست‌دختر اوست را شامل می‌شود. اگر کارگر جنسی مذکر باشد، این نوع سرویس را تجربه دوست‌پسر می‌نامند.